# Classical Mushroom
Classical Mushroom ist das 2000 erschienene zweite Musikalbum der israelischen Psytranceband Infected Mushroom. Es zählt zu den bekanntesten und erfolgreichsten Alben der Band.

## Entstehung
Während das Debütalbum The Gathering noch auf wenig Interesse stieß, markierte Classical Mushroom den kommerziellen Durchbruch von Infected Mushroom. Das Album mit seinen Einflüssen aus der klassischen Musik sieht die Band im Nachhinein als kommerzielle Entscheidung an, obwohl die Mischung aus klassischer und elektronischer Musik zu der Zeit noch unüblich war. Die Musiker fügten der Musik Tonleitern nach klassischem Vorbild hinzu, wodurch diese melodischer wirken sollte. Die Aufnahmen fanden im bandeigenen Tonstudio Infected Studios statt, sämtliche Instrumente und Effekte wurden von den beiden Bandmitgliedern Erez Eisen und Amid Duvdevani eingespielt, die das Album zudem produzierten. Anfangs stieß das Album auf Kritik, wurde aber dann zu einem der best verkauften Alben von Infected Mushroom und erhielt eine Goldene Schallplatte.

## Kritiken
Laut Dean Carlson von Allmusic beginnt das Album mit leisen Akustikgitarren und Waschbrett-Geräuschen, die durch schneller werdende Kicks, Acid-Trance-Elemente und verschiedene synthetische Geräusche ergänzt werden. Daneben kommen Elemente wie die für den House typischen weiblichen Vocals oder mit einem Klavier gespielte Melodien zum Einsatz, die für das Genre um 2000 eher unüblich waren. Da diese ungewöhnlichen Elemente alle bereits beim ersten Titel Bust a Move eingesetzt werden, kommt der Rest des Albums im Vergleich dazu nicht mehr voll zum Tragen.

## Titelliste
In den meisten Stücken werden Samples aus verschiedenen Filmen der 1990er Jahre verwendet.
1. Bust a Move – 8:24 „Alien DNA infected us. It's about time we infected them.“, Species II (1998)
2. None of this is real – 6:26 „This isn't real … none of this is real.“, The Crow II (1996)
3. Sailing in the Sea of Mushroom – 8:22
4. The Shen – 8:37 „Patience, understanding, love. Most of all you need love.“, Merlin (1996)
5. Disco Mushroom – 8:50 „I'm not afraid any longer mommy.“, In Dreams (1999)
6. Dracul – 8:04 „My prince is dead … all is lost without him … may god unite us in heaven.“, Dracula (1992)
7. Nothing comes easy – 7:30
8. Mush Mushi – 7:40 „Powerful … magical … evil.“, Merlin (1996)
9. The Missed Symphony – 9:31 „The distance between insanity and genius is measured only by success.“, Tomorrow Never Dies (1997)